# Jennifer Hale
Jennifer Leigh Hale (Happy Valley-Goose Bay (Newfoundland en Labrador), 1 januari 1965) is een Canadees-Amerikaans stemactrice. Ze maakte haar debuut als stemactrice in 1993 in de animatieseries The Pink Panther en Sonic the Hedgehog en in het computerspel Quest for Glory: Shadows of Darkness. Hale heeft haar stem verleend aan meer dan 180 computerspellen, waaronder de hoofdrol in de actierollenspellenserie Mass Effect waarin ze de stem verzorgde van het personage van de vrouwelijke protagonist Commander Shepard. In 2013 werd Hale door het Guinness Book of Records genoemd als de meest succesvolste stemactrice in computerspellen.